# Cameron, Texas
Cameron är en stad i den amerikanska delstaten Texas med en yta av 11 km² och en folkmängd som uppgår till 5 634 invånare (2000). Cameron är administrativ huvudort i Milam County.